# Acciaiuoli

Herb rodziny Acciaiuoli

Acciaiuoli (Acciaoli) – zamożna florencka rodzina. 
Wywodziła się z Bergamo. Należeli do stronnictwa gwelfów. Fundament pod potęgę finansową rodu położył Leone di Riccomanno (zm. 1282), doktor praw i twórca banku. Acciaioli prowadzili działalność finansową w basenie Morza Śródziemnego, a także w Anglii. Ród władał też Księstwem Aten. Byli też papieskimi bankierami.

## Baroni Koryntu
- Niccolò Acciaiuoli 1358-1365
- Angelo Acciaiuoli 1365-1371
- Nerio I Acciaiuoli 1371-1394
- Bartolomea Acciaiuoli 1394-1397
- Antoni I Acciaiuoli 1421-1424

## Książęta Aten i Teb
- Nerio I Acciaiuoli (1388-1394)
- Franciszka Acciaiuoli (1394-1395) – w Atenach
- okupacja wenecka Aten (1395-1403)
- Antoni I Acciaiuoli (1394-1403) – w Tebach
- Antoni I Acciaiuoli (1403-1435) – w całym państwie
- Nerio II Acciaiuoli (1435-1439)
- Antoni II Acciaiuoli (1439-1441)
- Nerio II Acciaiuoli (1441-1451)
- Franciszek I Acciaiuoli (1451-1455)
- Franciszek II Acciaiuoli (1455-1456)
- Franciszek II Acciaiuoli (1456-1460) – w Tebach